# Ummagumma
Ummagumma är ett dubbelalbum av Pink Floyd släppt 1969. Den första skivan var liveinspelningar gjorda i Birmingham och Manchester, den andra skivan bestod av solo-framföranden av var och en i gruppen.

## Låtlista

### Skiva 1: Livealbum
Sida 1
1. "Astronomy Domine" (Syd Barrett) – 8:29
2. "Careful with That Axe, Eugene" (Roger Waters, Rick Wright, David Gilmour, Nick Mason) – 8:50

Sida 2
1. "Set the Controls for the Heart of the Sun" (Waters) – 9:15
2. "A Saucerful of Secrets" (Gilmour/Waters/Mason/Wright) – 12:48
  - "Something Else"
  - "Syncopated Pandemonium"
  - "Storm Signal"
  - "Celestial Voices"

### Skiva 2: Studioalbum
Sida 1
1. "Sysyphus" (Wright) – 12:59 (på LP); 13:26 (på CD)
  - Part 1 – 4:29 (på LP); 1:08 (på CD)
  - Part 2 – 1:45 (på LP); 3:30 (på CD)
  - Part 3 – 3:07 (på LP); 1:49 (på CD)
  - Part 4 – 3:38 (på LP); 6:59 (på CD)
2. "Grantchester Meadows" (Waters) – 7:26
3. "Several Species of Small Furry Animals Gathered Together in a Cave and Grooving with a Pict" (Waters) – 4:59

Sida 2
1. "The Narrow Way" (Gilmour) – 12:17
  - Part 1 – 3:27
  - Part 2 – 2:53
  - Part 3 – 5:57
2. "The Grand Vizier's Garden Part]" (Mason) – 8:44
  - Part 1: "Entrance" – 1:00
  - Part 2: "Entertainment" – 7:06
  - Part 3: "Exit" – 0:38

### Kassett
Sida 1
1. "Sysyphus" (Wright) – 12:59
2. "Astronomy Domine" (Syd Barrett) – 8:29
3. "Grantchester Meadows" (Waters) – 7:26
4. "Several Species of Small Furry Animals Gathered Together in a Cave and Grooving with a Pict" (Waters) – 4:59
5. "Careful with That Axe, Eugene" (Waters/Wright/Gilmour/Mason) – 8:50

Sida 2
1. "The Narrow Way" (Gilmour) – 12:17
2. "Set the Controls for the Heart of the Sun" (Waters) – 9:15
3. "The Grand Vizier's Garden Party" (Mason) – 8:44
4. "A Saucerful of Secrets" (Gilmour/Waters/Mason/Wright) – 12:48

## Medverkande
- David Gilmour - gitarr, sång, alla instrument och sång på "The Narrow Way" (gitarr, sång, keyboards, trummor och elbas)
- Roger Waters - elbas, gitarr på "Grantchester Meadows" och sång, alla tape effects på "Several Species..."
- Nick Mason - trummor, slagverk, alla instrument på "Grand Vizier's..." förutom flöjt
- Richard Wright - keyboards, sång, alla instrument på "Sysyphus" (keyboards, trummor, gitarr och sång)
- Lindy Mason (senare Masons fru) - flöjt

## Namnet
Ummagumma är cambridgeslang för sex.
Titeln Sysyphus är en felstavning av "Sisysphus" (Sisyfos). Stycket hänsyftar till det meningslösa i ett så kallat sisyfosarbete.